# Sveriges muslimska förbund
Sveriges muslimska förbund (SMF) är ett svenskt muslimskt trossamfund bildat 1981. 
Det är den största muslimska organisationen i Sverige och består av 51 medlemsförsamlingar och cirka 23 000 medlemmar. Nuvarande[när?] ordförande är Tahir Akan från Haninge Islamiska Kulturföreningen. Sveriges muslimska förbund ingick i paraplyorganisationen Sveriges Muslimska Råd (SMR) fram till att den efter ett årsmöte uteslöts den 10 januari 2010.

## Organisation

### Aktiviteter
I april 2006 gick förbundets ordförande, Mahmoud Aldebe, ut med ett brev till de svenska riksdagspartierna där han bland annat krävde särlagstiftning för Sveriges muslimer. I brevet krävde han bland annat att skilsmässor måste godkännas av en imam, att kommunala skolor ska undervisa muslimska barn i hemspråk och religion i separata grupper, och att muslimska flickor och pojkar ska få simundervisning i separata grupper. Förbundets ordförande tvingades ta tillbaka förslaget då han fick en majoritet inom förbundet emot sig.

### Ledning
- Mahmoud Aldebe, ordförande (2006[3]-2010)[2]

### Bidrag
SMF erhåller bidrag ifrån Nämnden för statligt stöd till trossamfund.
|                         | 2015      | 2014      | 2013      | 2012      | 2011      | 2010      | 2009      | 2008      | 2007      |
| Organisationsbidrag SST | 2 458 100 | 2 111 310 | 1 388 800 | 1 738 000 | 1 465 000 | 1 409 000 | 2 030 000 | 2 073 000 | 1 989 000 |
| Projektbidrag SST       | 309 381   | 110 000   | 180 000   | 80 000    | 105 000   | 105 000   | 134 300   | 61 600    | 53 000    |